# إس. أوتيس بلاند
إس. أوتيس بلاند هو مدرس ومحامي وسياسي أمريكي، ولد في 4 مايو 1872 في غلوستر كورتهووس في الولايات المتحدة، وتوفي في 16 فبراير 1950 في بيثيسدا في الولايات المتحدة. نشط حزبياً في الحزب الديمقراطي. وقد انتخب عضو مجلس نواب الولايات المتحدة عن ولاية فرجينيا ‏ وانتخب عضو مجلس النواب الأمريكي ‏.